# Sörvigdtjärnen
Sörvigdtjärnen är en sjö i Sollefteå kommun i Ångermanland och ingår i Ångermanälvens huvudavrinningsområde. Sjön har en area på 0,0612 kvadratkilometer och ligger 226,1 meter över havet.

## Delavrinningsområde
Sörvigdtjärnen ingår i det delavrinningsområde (704251-156073) som SMHI kallar för Inloppet i Vigdsjön. Medelhöjden är 267 meter över havet och ytan är 22,45 kvadratkilometer. Räknas de 5 avrinningsområdena uppströms in blir den ackumulerade arean 74,79 kvadratkilometer. Vigdan (Ottjärnån) som avvattnar avrinningsområdet har biflödesordning 2, vilket innebär att vattnet flödar genom totalt 2 vattendrag innan det når havet efter 95 kilometer. Avrinningsområdet består mestadels av skog (88 procent). Avrinningsområdet har 0,83 kvadratkilometer vattenytor vilket ger det en sjöprocent på 3,7 procent.